# Liste des évêques de Lansing
Liste des évêques de Lansing
(Dioecesis Lansingensis)
Le diocèse de Lansing est créé le 22 mai 1937, par détachement de celui de Détroit.

## Sont évêques
- 4 août 1937-† 1er décembre 1965 : Joseph Albers (Joseph Henry Albers)
- 1er décembre 1965-† 16 mai 1975 : Alexander Zaleski (Alexander Mieceslaus Zaleski)
- 8 octobre 1975-7 novembre 1995 : Kenneth Povish (Kenneth Joseph Povish)
- 7 novembre 1995-27 février 2008 : Carl Mengeling (Carl Fréderick Mengeling)
- depuis le 27 février 2008 : Earl Boyea (Earl Alfred Boyea, Junior)

## Sources
- L'Annuaire Pontifical, sur le site http://www.catholic-hierarchy.org, à la page